# Modern Nederland
Modern Nederland is een Nederlandse politieke partij. De partij deed mee aan de Tweede Kamerverkiezingen 2021 en behaalde geen zetel.

## Geschiedenis
De partij werd 11 september 2018 opgericht door Niels en Luisa Heeze en werd in 2020 geregistreerd bij de Kiesraad. Voor de Tweede Kamerverkiezingen 2021 was Niels Heeze de lijsttrekker. Modern Nederland presenteerde zich in het politieke spectrum als neutraal en had geen standpunten maar een visie. Deze bestond uit twee componenten; Directe Digitale Democratie (periodiek digitaal stemmen over landelijke onderwerpen) en Politiek op Maat (politiek dichter bij de burger brengen zonder bureaucratie).
Modern Nederland nam deel aan de Tweede Kamerverkiezingen 2021 in vier kieskringen en behaalde in totaal 245 stemmen, onvoldoende voor een zetel.